# Aleksander Zniszczoł
Aleksander Zniszczoł (* 8. März 1994 in Cieszyn) ist ein polnischer Skispringer.

## Werdegang
Zniszczoł, der für den WSS Wisła springt, trat erstmals bei FIS-Cup-Springen 2007 international in Erscheinung, ohne dort vordere Platzierungen erreichen zu können. In der Saison 2010/11 wurde er erstmals im Continental Cup eingesetzt. Seinen internationalen Durchbruch konnte er in der Sommerserie des Continental Cups ein Jahr später feiern: Durch einen Sieg in Trondheim, zweite Plätze in Stams und Trondheim und sechs weitere Top-Ten-Platzierungen gewann er die Continental-Cup-Sommerwertung 2011. Da er auch auf Schnee weiter gute Platzierungen im Continental Cup erzielte, z. B. mit einem zweiten Platz am 13. Dezember 2011 im kasachischen Almaty, wurde bei der Vierschanzentournee 2011/12 erstmals im Weltcup eingesetzt und konnte sich bei den Springen in Oberstdorf und Garmisch-Partenkirchen gleich für das Hauptfeld qualifizieren, wo er als 48. jedoch jeweils nur Drittletzter wurde. Auf der Wielka Krokiew in Zakopane wurde Zniszczoł dann erneut eingesetzt und konnte am 20. Januar 2012 nicht nur seine ersten Weltcuppunkte erzielen, sondern mit Platz neun gleich in die Top Ten springen. Einen Tag später erreichte er mit dem 14. Rang auf derselben Schanze erneut eine gute Platzierung. Am 3. März 2012 wurde Zniszczoł beim Mannschaftsweltcupspringen im finnischen Lahti erstmals in der polnischen Equipe eingesetzt und konnte sich mit ihr den dritten Platz und damit sein erstes Weltcuppodium erspringen.
Beim Europäischen Olympischen Jugendfestival 2011 in Liberec gewann Zniszczoł mit der polnischen Equipe die Goldmedaille im Mannschaftswettbewerb. Zwei Jahre später startete er erstmals bei der Winter-Olympiade und gewann auch dort mit der polnischen Mannschaft den Team-Wettbewerb. Die Einzelwettbewerbe beendete er als Achter (Großschanze) und Zehnter (Normalschanze).
Nachdem Zniszczoł bei den Junioren-Weltmeisterschaften 2012 im türkischen Erzurum sowohl im Einzel als auch mit der polnischen Mannschaft, zu der außer ihm noch Tomasz Byrt, Bartłomiej Kłusek und Klemens Murańka gehörten, die Silbermedaille gewinnen konnte, gelang ihm ein Jahr später mit der Mannschaft, zu der neben ihm diesmal Kłusek, Murańka und Krzysztof Biegun gehörten, zwar die Verteidigung des Silberranges, im Einzel fiel er jedoch auf den neunten Platz zurück. 2014 wurde er im italienischen Fleimstal Einzel gar nur 13., konnte dafür aber mit der Mannschaft, zu der diesmal außer ihm Murańka, Biegun und Jakub Wolny zählten, den Titel erringen.
Zum Sommerauftakt des Skisprung-Grand-Prix 2019 in Wisła gewann Zniszczoł gemeinsam mit Piotr Żyła, Kamil Stoch und Dawid Kubacki den Teamwettbewerb.
Im Februar 2020 gewann Zniszczoł beim Skifliegen am Kulm nach 1161 Tagen wieder einen Weltcup-Punkt. Bei den polnischen Sommermeisterschaften 2020 gewann Zniszczoł mit dem Team seinen ersten Meistertitel.

## Erfolge

### Grand-Prix-Siege im Team
| Nr. | Datum         | Ort   | Typ         |
| --- | ------------- | ----- | ----------- |
| 1.  | 20. Juli 2019 | Wisła | Großschanze |

### Continental-Cup-Siege im Einzel
| Nr. | Datum              | Ort                    | Typ           |
| --- | ------------------ | ---------------------- | ------------- |
| 01. | 10. September 2011 | Trondheim              | Normalschanze |
| 02. | 27. August 2016    | Frenštát pod Radhoštěm | Normalschanze |
| 03. | 18. August 2017    | Szczyrk                | Normalschanze |
| 04. | 30. September 2018 | Klingenthal            | Großschanze   |
| 05. | 17. März 2019      | Zakopane               | Großschanze   |
| 06. | 23. März 2019      | Tschaikowski           | Normalschanze |
| 07. | 24. März 2019      | Tschaikowski           | Großschanze   |
| 08. | 16. Januar 2021    | Innsbruck              | Großschanze   |
| 09. | 28. März 2021      | Tschaikowski           | Großschanze   |
| 10. | 17. September 2022 | Stams                  | Großschanze   |

## Statistik

### Weltcup-Platzierungen
| Saison  | Platz | Punkte |
| ------- | ----- | ------ |
| 2011/12 | 47.   | 060    |
| 2012/13 | 68.   | 008    |
| 2014/15 | 48.   | 075    |
| 2016/17 | 62.   | 009    |
| 2019/20 | 51.   | 018    |
| 2020/21 | 40.   | 081    |
| 2021/22 | 66.   | 008    |
| 2022/23 | 32.   | 181    |
| 2023/24 | 19.   | 524    |
| 2024/25 | 20.   | 267    |

### Grand-Prix-Platzierungen
| Saison | Platz | Punkte |
| ------ | ----- | ------ |
| 2011   | 59.   | 20     |
| 2012   | 58.   | 18     |
| 2013   | 33.   | 86     |
| 2015   | 84.   | 03     |
| 2017   | 67.   | 12     |
| 2018   | 71.   | 06     |
| 2019   | 28.   | 82     |
| 2021   | 66.   | 16     |
| 2022   | 46.   | 29     |
| 2023   | 07.   | 181    |
| 2024   | 27.   | 104    |

### Continental-Cup-Platzierungen
| Saison  | Sommer | Sommer | Winter | Winter | Gesamt | Gesamt |
| Saison  | Platz  | Punkte | Platz  | Punkte | Platz  | Punkte |
| ------- | ------ | ------ | ------ | ------ | ------ | ------ |
| 2011/12 | 01.    | 0541   | 21.    | 0325   | 03.    | 0866   |
| 2012/13 | 25.    | 0136   | 43.    | 0144   | 37.    | 0280   |
| 2013/14 | 14.    | 0148   | 40.    | 0133   | 26.    | 0281   |
| 2014/15 | 15.    | 0185   | 29.    | 0277   | 20.    | 0462   |
| 2015/16 | 50.    | 0054   | 62.    | 0072   | 69.    | 0126   |
| 2016/17 | 05.    | 0337   | 42.    | 0165   | 20.    | 0502   |
| 2017/18 | 08.    | 0267   | 26.    | 0264   | 16.    | 0531   |
| 2018/19 | 04.    | 0410   | 02.    | 0895   | 01.    | 1305   |
| 2019/20 | 14.    | 0226   | 37.    | 0125   | 27.    | 0351   |
| 2020/21 | 06.    | 0072   | 04.    | 527    | 03.    | 0599   |
| 2021/22 | 38.    | 0078   | 25.    | 0299   | 25.    | 0377   |
| 2022/23 | 02.    | 0436   | 39.    | 0123   | 14.    | 0559   |
| 2023/24 | –      | –      | 30.    | 0207   | –      | –      |